# 男が男を愛する時
『男が男を愛する時』（おとこがおとこをあいするとき）は、新田祐克による日本の漫画作品。作者にとっては初のボーイズラブ漫画単行本で、1997年8月に芳文社の花音コミックスより全1巻が発行されている。『HAMAOTO・DX』（芳文社）1996年10月号・1997年5月号に掲載された。

## 登場人物
鷹秋亮（たかあき りょう）
声 - 岩永哲哉
漆崎一成（うるしざき かずなり）
声 - なし
新川貴明（しんかわ たかあき）
声 - 鳥海浩輔
岩城京介（いわき きょうすけ）
声 - 中田譲治

## 初出一覧
- 男が男を愛する時I （1996年10月HAMAOTO・DX Super VOL.1に掲載）
- 男が男を愛する時II （1996年11月HAMAOTO・DX VOL.6に掲載）
- 男が男を愛する時III （1997年1月HAMAOTO・DX VOL.7に掲載）
- 男が男を愛する時V （1997年3月HAMAOTO・DX VOL.8に掲載）
- 男が男を愛する時VI （1997年5月HAMAOTO・DX Super VOL.3に掲載）
- P.169 （1996年9月HAMAOTO・DX VOL.5に掲載）
- P.170-171 （1997年5月HAMAOTO・DX Super VOL.3に掲載）
- あとがき （描き下ろし）

## ドラマCD
一般流通
日本コロムビアより発売
- 男が男を愛する時シリーズ 1 ナイトキャップ（2001年11月21日）COCX-31684
- 男が男を愛する時シリーズ 2 ラスト・ワルツ（2002年1月19日）COCX-31685
- 男が男を愛する時シリーズ 3 DA・TE（2002年3月20日）COCX-31831

サイバーフェイズより発売
- 男が男を愛する時シリーズ 4 イロコイ 1（2003年2月25日）CPCD-1014
- 男が男を愛する時シリーズ 5 イロコイ 2（2004年1月27日、2枚組）CPCD-1026
- 男が男を愛する時シリーズ 6 ウブ I（2006年3月29日）CPCD-1064
- 男が男を愛する時シリーズ 7 ウブ II（2006年5月25日）CPCD-1067

非売品
日本コロムビア（ドラマCD 男が男を愛する時シリーズ「ナイトキャップ」「ラスト・ワルツ」購入特典 応募者全員サービス） 非売品CD
- 男が男を愛する時シリーズ 男が女に囁く時（2002年2月28日締切）PALM-1001

サイバーフェイズ（ドラマCD 男が男を愛する時シリーズ「ウブ」I、II発売記念応募者全員サービス）非売品CD
- 男が男を愛する時シリーズ Neutral（2006年5月25日）CPCD-2001

## 書誌情報
- 『男が男を愛する時』（1997年8月第1刷発行、芳文社〈花音コミックス〉） ISBN 4-8322-8043-0